# John Maloney (homme politique canadien)
Pour les articles homonymes, voir John Maloney et Maloney.
John David Maloney (né le 5 janvier 1945 à Welland, Ontario) est un avocat et homme politique canadien.

## Biographie
Il fut député à la Chambre des communes du Canada de 1993 à 2008 représentant à son dernier mandat la circonscription ontarienne de Welland sous la bannière du Parti libéral du Canada.
Maloney détient un baccalauréat ainsi qu'un diplôme en criminologie de l'Université de Toronto ; il est également diplômé en droit de la Osgoode Hall Law School de l'université York. Il est d'abord élu avec une majorité en 1993 dans la circonscription de Erie, battant facilement ses rivaux réformiste et progressiste-conservateur. Il est réélu par des marges plus faibles dans les élections de 1997 et 2000, dans la circonscription redessinée d'Erie—Lincoln. À cette dernière occasion, il bat le candidat allianciste (et futur député conservateur) Dean Allison par seulement 2000 voix.
Après un autre redécoupage en 2004, Maloney est réélu dans la nouvelle circonscription de Welland, battant les candidats néo-démocrate et conservateur. Lors de l'élection fédérale de 2006, il bat de nouveau ces mêmes rivaux à Welland.
Maloney a été secrétaire parlementaire du Procureur général du Canada de 1999 à 2001.
En avril 2014, Maloney annonce se présenter à la mairie de Port Colborne. Élu lors des élections municipales de 2014, il ne se représente pas en 2018 (en).